# Jean Henri Jaume Saint-Hilaire

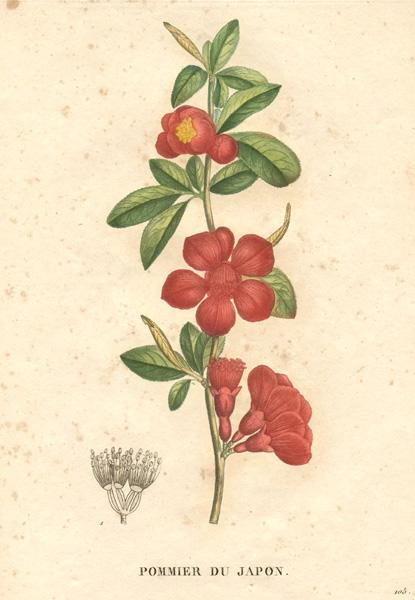
Rosaceae - Pyrus japonica, 1825

Jean Henri Jaume Saint-Hilaire (ur. 29 października 1772 w Grasse, zm. 19 czerwca 1845 w Paryżu) – francuski przyrodnik i malarz naturalista, twórca botanicznych ilustracji.
Do 1800 służył w armii francuskiej, wziął udział m.in. w kampanii włoskiej. Po opuszczeniu wojska podjął studia przyrodnicze. W 1805 wydał na własny koszt pierwsze poważne dzieło Exposition des familles naturelles et de la germination des plantes, contentant la description de 2 337 genres et d'environ 4 000 espèces, 112 planches dont les figures ont ete dessinées par l'auteur. W latach 1808–1809 oraz 1819–1822 opublikował dziesięć tomów Plantes de la France décrites et peintes d’après nature, zawierających tysiące ilustracji jego autorstwa. Jaume interesował się również gospodarką leśną, od 1831 był członkiem Académie d'agriculture de France. Prowadził badania nad wykorzystaniem barwnika roślinnego Wrightia tinctoria, w celu wykorzystania go w zastępstwie tradycyjnego indygo. Jako autor wielu ważnych nazw naukowych różnych taksonów roślin został upamiętniony w nomenklaturze botanicznej. Przy nazwach naukowych jego autorstwa podawany jest skrót J. St.-Hil. (m.in. dla rodzin amarylkowate i werbenowate).

## Inne publikacje
- La flore et la pomone françaises: histoire et figure en couleur, des fleurs et des fruits de France ou naturalisés sur le sol français, (Paryż, 1828–1833).
- Traité des arbres forestiers: ou histoire et description des arbres indigènes ou naturalisés. A work preceded by une instruction sur la culture des arbres, (Paryż, 1824).
- Traité des arbrisseaux et des arbustes cultivés en France et en pleine terre, (Paryż, 1825).

## Literatura pozostała
- Roger L. Williams (1988), Gerard and Jaume: Two Neglected Figures in the History of Jussiaean Classification (Part Three). Taxon, Vol. 37, s. 233-271.